# کمیسر (عنوان)
کمیسر (انگلیسی: Commissioner) در اصل، عضوی از آژانس نظارتی یا فردی است که به او کمیسیون (وظیفه یا اختیار رسمی برای انجام کاری) داده شده است. در عمل، عنوان کمیسر تکامل یافته و شامل طیف وسیعی از مقامات ارشد می‌شود که اغلب در یک کمیسیون خاص عضویت دارند. به‌طور خاص، کمیسر اغلب به مقامات ارشد پلیس یا دولتی اشاره دارد.